# Bari Sardo
Bari (català), Barì (sard), oficialment Bari Sardo (italià) és un municipi italià, dins de la província de Nuoro. L'any 2007 tenia 3.871 habitants. Es troba a la província d'Ogliastra. Limita amb els municipis de Cardedu, Ilbono, Lanusei, Loceri i Tortolì.

## Administració
| Període | Identitat         | Partit        |
| ------- | ----------------- | ------------- |
| 2005-   | Pietro Paolo Casu | Llista Cívica |